# Otto Berg (atleta)
Otto Berg (Noruega, 24 de agosto de 1906-10 de abril de 1991) fue un atleta noruego especializado en la prueba de salto de longitud, en la que consiguió ser subcampeón europeo en 1938.

## Carrera deportiva
En el Campeonato Europeo de Atletismo de 1934 ganó la medalla de plata en el salto de longitud, con un salto de 7.31 metros, siendo superado por el alemán Wilhelm Leichum (oro con 7.45 metros) y por delante del también alemán Ludwig Long (bronce con 7.25 metros).